# Rebek (priimek)
Rebek je priimek več znanih Slovencev:
- Anton Rebek (1857—1934), pravnik, upravnopolitični uradnik
- Ivan Rebek (1863—1934), obrtnik in politik
- Josip Rebek (1897—1982), organizator obrtništva
- Konstantin Rebek (1891—?), metalurg
- Marius Rebek (1876—1918), rimskokatoliški duhovnik in šolnik
- Marius (Marij) Rebek (1889—1982), kemik, univerzitetni profesor
- Nevina Rebek Prevec (1905—2001), farmacevtka in alpinistka
- Rudi Rebek (1924—?), gospodarstvenik in politik
- Stanko Rebek (1908—1972), salezijanec, ljudski misijonar